# Andreas Ogris
Andreas „Andi“ Ogris (* 7. Oktober 1964 in Wien) ist ein ehemaliger österreichischer Fußballspieler.

## Karriere
In 63 Länderspielen erzielte er von 1986 bis 1997 für die österreichische Fußballnationalmannschaft elf Tore. Jahrelang bildete er im Nationalteam gemeinsam mit Toni Polster ein Angriffsduo. Unter Ernst Happel trug Ogris die Kapitänsbinde. Er spielte unter anderem bei Floridsdorfer AC, FK Austria Wien, Admira Wacker, Espanyol Barcelona und der Linzer ASK. 1990 wurde er zum österreichischen Spieler des Jahres gewählt.
Berühmt wurde er bei Austria Wien, wo er jahrelang als Flügelstürmer spielte. Legendär sind seine Duelle mit dem Rapid-Spieler Didi Kühbauer.
Zu seinen größten Erfolgen zählt die WM-Teilnahme 1990, bei der er ein Tor gegen die USA erzielte, das ihm den Weg zu Espanyol Barcelona in die spanische Primera Division ebnete. Um die damalige Rekordsumme von 40 Millionen Schilling wurde der Transfer realisiert. Da die Spanier, die den Stürmer gerne behalten hätten, die letzten Raten nicht mehr auftreiben konnten, war Ogris ein Jahr später wieder bei Austria Wien.
Nach seiner aktiven Zeit als Spieler war er unter anderem bei PSV Team für Wien, 1. Simmeringer SC und ASK Schwadorf als Trainer tätig. Heute spielt er noch ab und zu im Copa Pele Team, der österreichischen Seniorennationalmannschaft, zusammen mit Altstars wie Herbert Prohaska, Toni Polster, Hans Krankl und Michael Konsel, und seit September 2006 bei den Vienna Celtics im Wiener Unterhaus.
2006 schuf er sich neben seinem Friseurgeschäft, das er schon jahrelang besitzt, mit der Eröffnung eines Wettbüros im Wiener Prater ein zweites Standbein. Zudem arbeitet er als Individualtrainer der Austria Akademie.
Vorerst trainierte er ab dem 21. Februar 2014 bis März 2015 die FK Austria Wien Amateure. Nach einer 0:1-Niederlage der Profimannschaft gegen die SV Ried wurde Gerald Baumgartner interim durch Ogris ersetzt. Nach dem Ende der Saison übernahm er wieder die Zweitmannschaft der Austria, mit der er 2018 in die 2. Liga aufsteigen konnte. Im März 2019 trennte sich die Austria von Ogris, die Young Violets befanden sich zu jenem Zeitpunkt auf dem 13. Tabellenrang.
Sein Bruder Ernst (1967–2017) war ebenfalls Profi-Fußballer.

## Erfolge

### Als Spieler
- 1× Fußballer des Jahres in Österreich: 1990

### Verein
- 5× Österreichischer Meister: 1984, 1985, 1991, 1992, 1993
- 3× Österreichischer Cupsieger: 1990, 1992, 1994
- 3× Österreichischer Supercupsieger: 1990, 1991, 1993

### Nationalmannschaft
Teilnahme:
- Fußball-Weltmeisterschaft 1990